# Шугаев, Яраги Гаджиевич
Яраги Гаджиевич Шугаев (род. 18 июля 1960, Караша, Дагестанская АССР) — советский борец вольного стиля, чемпион СССР 1981 года, чемпион (1979) и серебряный призёр (1980) чемпионатов Европы, серебряный призёр Кубка мира, мастер спорта СССР международного класса (1979).

## Биография
Увлёкся борьбой в 1974 году. Воспитанник СДЮШОР «Динамо» (Махачкала). Тренировался под руководством Салима Нуцалханова и Загалава Абдулбекова. В 1977 году выполнил норматив мастера спорта СССР.

## Спортивные результаты
- Чемпионат СССР по вольной борьбе 1981 года — ;